# Facultatea de Medicină a Universității de Medicină și Farmacie „Grigore T. Popa” din Iași
Facultatea de Medicină este principala și cea mai mare facultate a Universității de Medicină și Farmacie „Grigore T. Popa” din Iași, fiind facultatea în jurul căreia s-a dezvoltat instituția de învățământ superior, fiind totodată și una din cele mai vechi facultăți din România, datând din anul 1879.

## Istoric

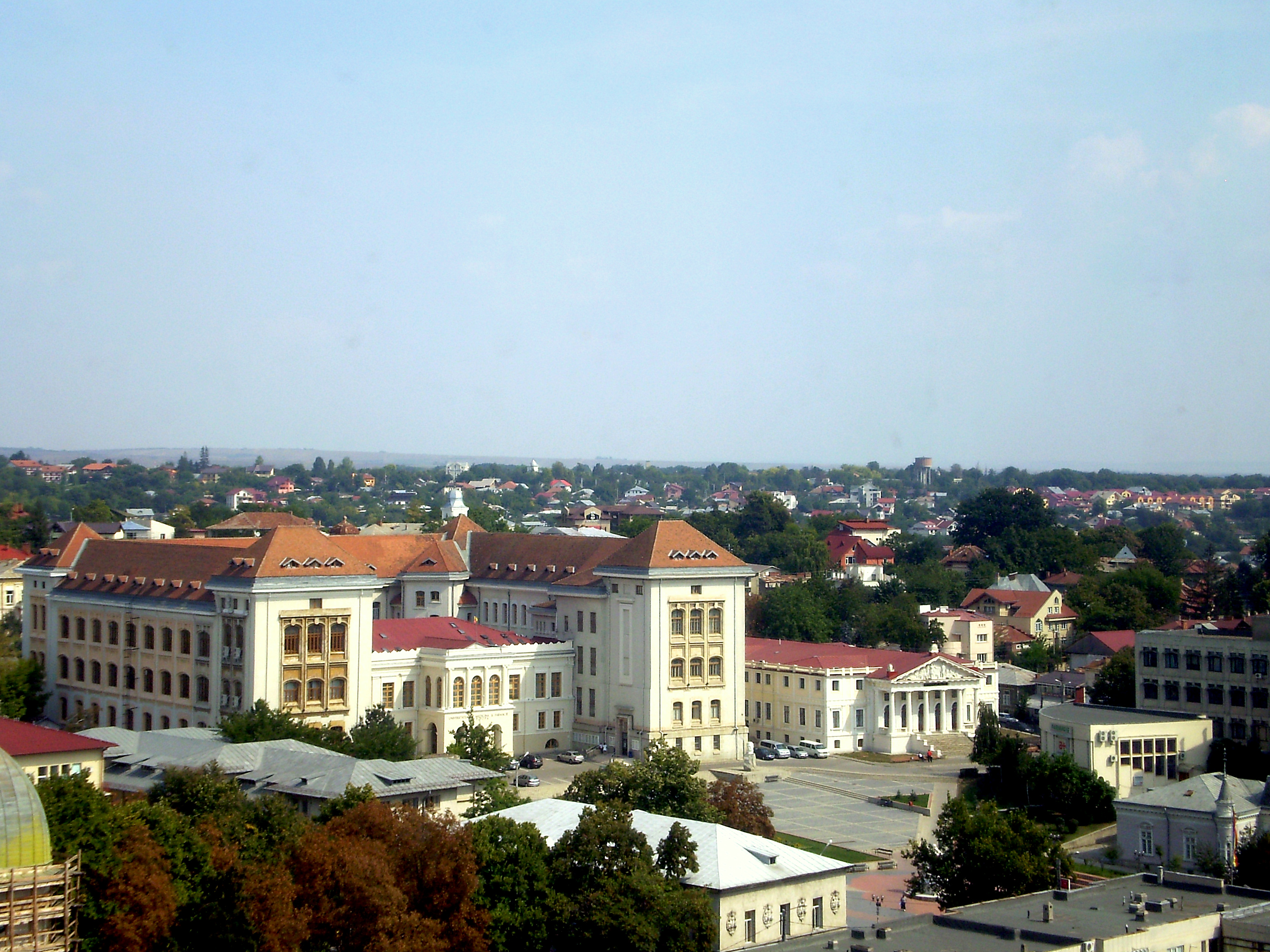

Facultatea de Medicină din Iași, una din cele mai vechi și renumite pentru aportul considerabil la dezvoltarea și progresul științelor medicale, a fost înființată   la 30 septembrie 1879, când Parlamentul de atunci al Principatelor Unite a votat bugetul și programul didactic al noii instituții. Cursul inaugural de anatomie a fost ținut de Dr. Leon Scully la data de 1 decembrie al aceluiași an, restul disciplinelor studiate fiind predate în cadrul Facultății de Științe a Universității.

### Începuturile facultății
În 1887 prima promoție de absolvenți ai Facultății de Medicină ieșene primește titlul de “Doctor în medicină și chirurgie” ce asigură dreptul de libera practică. În 1894 este desăvârșită construcția celui mai important edificiu al complexului universitar, Institutul de anatomie reprezentând atunci cel mai modern centru de învățământ anatomic și cercetare din sud-estul Europei – Institut apreciat și notat de o serie de personalități marcante în domeniu ca prof. Sappey, devine astfel centrul formativ pentru una din cele mai puternice școli de anatomie descriptivă topografic și chirurgie operatorie ai cărei reprezentanți de seamă au fost Aristide Peride – fondatorul institutului, Emanuel Riegler, Francisc Rainer și Grigore T. Popa descoperitorul sistemului port hipotalamohipofizar și unul din fondatorii neuroendocrinologiei.
O întreagă pleiadă de personalități marcante ale chirurgiei românești ca Nicolae Hortolomei, Ion Tănăsescu, Vladimir Butureanu, Gheorghe Chipail, Nicolae Oblu au fost la începutul carierei lor, cadre didactice ale Institutului de Anatomie. Baza clinică a facultății reprezentată inițial de Spitalul Sfântul Spiridon se extinde odată cu darea în folosință a Spitalului pentru boli mintale și nervoase de la Socola unde profesorul Constantin Parhon, fondatorul Endocrinologiei va pune bazele renumitei Școlii de Neuropsihiatrie ieșene și va contribui la înființarea celei de a doua Clinici de Endocrinologie din România. Tot la Iași titularul catedrei de Patologie generală, profesorul Tiron introduce printre primii în România tratamentul cu raze X. În perioada dintre cele două războaie mondiale învățământul clinic medical are o serie de profesori recunoscuți pentru valoarea lor și care au constituit școli ca: profesorul Ion Onescu, Ion Nicolau, C. C. Dimitriu, Marțian Cotrău, Petre Vancea, Șerban Brătianu.

### Institutul de medicină și farmacie
În 1948 Facultatea de Medicină devine Institut de Medicină având în componența sa Facultatea de Medicină Generală, Pediatrie, Igienă Stomatologie și Farmacie. Ulterior sunt desființate succesiv Facultatea de Stomatologie în 1951, Facultatea de Farmacie în 1952, Facultatea de Igienă în 1956 și, tot în același an, Facultatea de Pediatrie se transformă în secție de Pediatrie alături de secția de Medicină Generală. În 1965 Institutul de Medicină își schimbă din nou structura devenind Institutul de Medicină și Farmacie cu trei facultăti – Facultatea de Medicină cu două secții – Medicină Generală și Pediatrie, Facultatea de Medicină Dentară și Facultatea de Farmacie. 

### Universitatea de medicină și farmacie
În 1991 Facultatea de Medicină constituie împreună cu Facultățile Farmacie și Stomatologie, Universitatea de Medicină și Farmacie “Gr. T. Popa”.